# Shipton under Wychwood
Shipton under Wychwood är en ort och civil parish (benämnd Shipton-under-Wychwood) i Storbritannien.   Den ligger i grevskapet Oxfordshire och riksdelen England, i den södra delen av landet, 110 km väster om huvudstaden London. Shipton under Wychwood ligger 104 meter över havet och antalet invånare är 2 535.
Terrängen runt Shipton under Wychwood är huvudsakligen platt. Shipton under Wychwood ligger nere i en dal. Runt Shipton under Wychwood är det ganska tätbefolkat, med 139 invånare per kvadratkilometer. Närmaste större samhälle är Carterton, 11,2 km söder om Shipton under Wychwood. Trakten runt Shipton under Wychwood består till största delen av jordbruksmark.